# Liste des monuments historiques de Bruges
Cette page regroupe l'ensemble des monuments classés de la ville de Bruges en sous-pages par ordre alphabétique des rues :
- A-Bis
- Bla-C
- D-E
- F-Gen
- Ger-Hog
- Hoo-J
- K-Kon
- Koo-Kwe
- L
- M-N
- O
- P
- R
- Sas. à Sint-Len.
- Sint-Pie. à Sulf.
- T
- U-V
- W
- X-Z